# ليدي باني
ليدي باني (بالإنجليزية: Lady Bunny)‏ أو السيدة الأرنب (ولد جون إنجل، في 14 أغسطس، 1962) هي دراك كوين، وصاحبت دي جي ونادي ليلي، ومروج ومؤسس حدث Wigstock السنوي. ومغنية ديسكو مثل «عار، عار، عار!» و«الهرة كلمات». ظهرت في أفلام مثل حفلة فتاة، الشعر المستعار، الفيلم، بيوريا بابلون، ستار بوتي، ولونغ فو، شكرا على كل شيء، جولي نيومار.

## روابط خارجية
- ليدي باني على موقع IMDb (الإنجليزية)
- ليدي باني على موقع ميوزك برينز (الإنجليزية)
- ليدي باني على موقع أول ميوزيك (الإنجليزية)
- ليدي باني على موقع ديسكوغز (الإنجليزية)
- ليدي باني على موقع قاعدة بيانات الفيلم (الإنجليزية)